# Kennington, Kent
Kennington är en ort och civil parish i grevskapet Kent i sydöstra England. Orten ligger i distriktet Ashford och är en nordlig förort till staden Ashford. Civil parishen hade 11 040 invånare vid folkräkningen år 2021. Den inrättades den 1 april 2019.